# Dance Dance Revolution

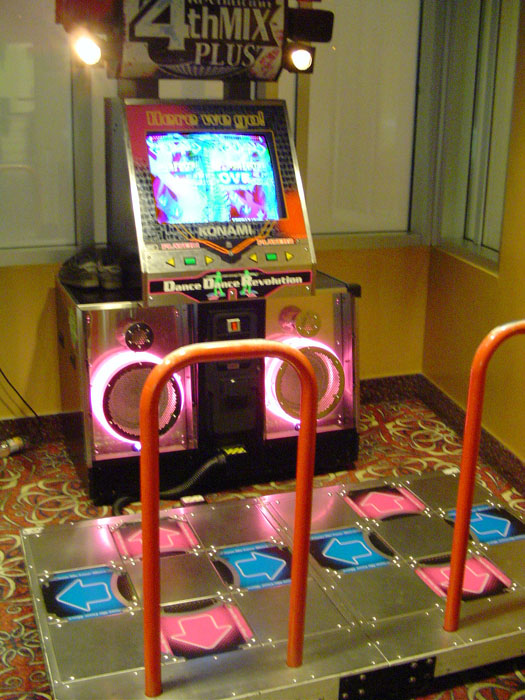
Dance Dance Revolution.

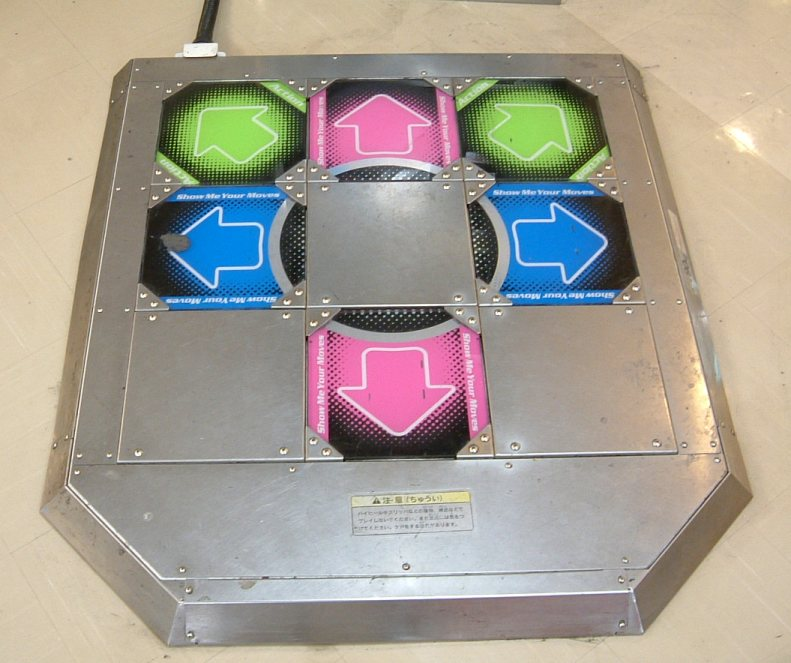
Dance Dance Revolution.

Dance Dance Revolution is een serie computerspellen geproduceerd door Konami. Dansen staat centraal in dit spel. Het wordt ook wel computerdansen genoemd.
Dance Dance Revolution (afgekort tot DDR) verscheen als eerste als arcade uitvoering en is later verschenen op de diverse console platformen (met name op de PlayStation). DDR is in Europa verschenen onder de naam Dancing Stage maar door fans wordt de algemenere naam Dance Dance Revolution gebruikt.

## Doel van het spel
De speler kan een liedje kiezen om op te dansen. Als de muziek speelt verschijnen er pijlen onderin beeld. Deze pijlen bewegen naar boven om uiteindelijk boven in het scherm een lijn van vaste pijlen te raken. Op het moment dat de bewegende pijlen de vaste pijlen overlappen dient de speler met de voet op een paneel te stappen waarop de corresponderende pijl staat afgebeeld.
Het is mogelijk dat er tegelijk twee pijlen ingedrukt dienen te worden. Het is ook mogelijk dat een pijl gedurende een langere periode ingedrukt dient te worden (een freeze).
De mate waarin de pijlen overlappen geeft aan hoe goed de speler speelt ("marvelous" als de pijlen exact over elkaar liggen, "miss" als de pijlen niet overlappen en men veel te vroeg of laat op het juiste paneel stapt).
De speler heeft tevens een energiebalk welke aangeeft hoe de speler presteert. Voor elke danspas wordt afhankelijk van de score de lengte van de balk aangepast:
- Marvelous: +4
- Perfect: +2
- Great: +1
- Good: 0
- Boo: -4
- Miss: -8
- O.K.: +6 (bij het goed afsluiten van een 'freeze')
- N.G.: 0 (bij het missen van een 'freeze')

Als de energiebalk leeg is, wordt het spel beëindigd. Dit hangt overigens wel af van de instellingen.
Als de speler goed speelt kan een combo gemaakt worden. Een "combo" is een onafgebroken reeks goed geplaatste passen met minimaal het niveau "great". Als de speler het hele liedje weet uit te spelen in één combo noemt men dat een "full combo". Hier zijn ook extra punten voor te verkrijgen.

## Score
Als het liedje is afgelopen krijgt de speler een algemene score te zien waarbij "AAAA" het best is en "E" het slechtst. Tijdens het spel wordt er ook een cijfermatige score berekend, deze is gebaseerd op prestatie in combinatie met bonussen afhankelijk van de "combo" lengte. Het is dus mogelijk dat een speler een "A" scoort met een lage cijfermatige score (veel goede passen verdeeld over het hele liedje) terwijl een andere speler een "C" scoort met een hogere cijfermatige score (minder goede passen, maar de goede passen zijn wel allemaal aaneengesloten).
Als je het nummer heel slecht doet, kan je ook "Failed" krijgen, dan heb je helemaal geen score omdat het lager is dan "E".

## Thuisversies
DDR is vooral bekend uit de arcadehallen, maar is ook verschenen op diverse spelcomputers. De arcade machine bestaat naast het beeldscherm en muntinworp(of bij modernere versies een kaartlezer voor een pas met daarop een tegoed) uit een metalen paneel met daarop de panelen met pijlen, zoals te zien is op de bovenstaande foto's. 

### Spelcomputers
Voor de thuisversie zijn er verschillende matten in de handel. Deze matten variëren van stof of foam tot replica's van de metalen arcade versies. Dergelijke matten worden standaard bij DDR-spellen geleverd en worden met een bijgeleverde kabel op de spelcomputer aangesloten. De spelcomputer waar de meeste dansmatten en dansspellen voor zijn gemaakt is de PlayStation.
Er is een breed scala aan dansspellen verkrijgbaar. Om actief te kunnen dansen bevatten de dansspellen muziek met een hoge BPM.

### Emulatoren en simulatoren
Door hobbyist programmeurs zijn er versies verschenen die de DDR spellen emuleren of simuleren. Door middel van speciale adaptors kunnen dansmatten welke bedoeld zijn voor spelcomputers worden aangesloten op de PC. Ook bestaan er speciale dansmatten voor de PC die hierop met een USB-kabel kunnen worden aangesloten. De bekendste PC-DDR spellen zijn Stepmania en ITG. ITG of In the Groove is een koopversie uitgebracht voor de PC. 
De beelden van de spellen kunnen bij het spelen op een spelcomputer of PC met een beamer op een scherm of muur boven de dansmat worden geprojecteerd, zodat deze voor de dansers en ook voor de toeschouwers goed te zien zijn.

## Trivia
- Het spel is opgenomen in het boek 1001 Video Games You Must Play Before You Die van Tony Mott.
- In de films The Kissing Booth en The Kissing Booth 2 dansen de hoofdrolspelers op muziek van het spel DDR.